# 毛巾

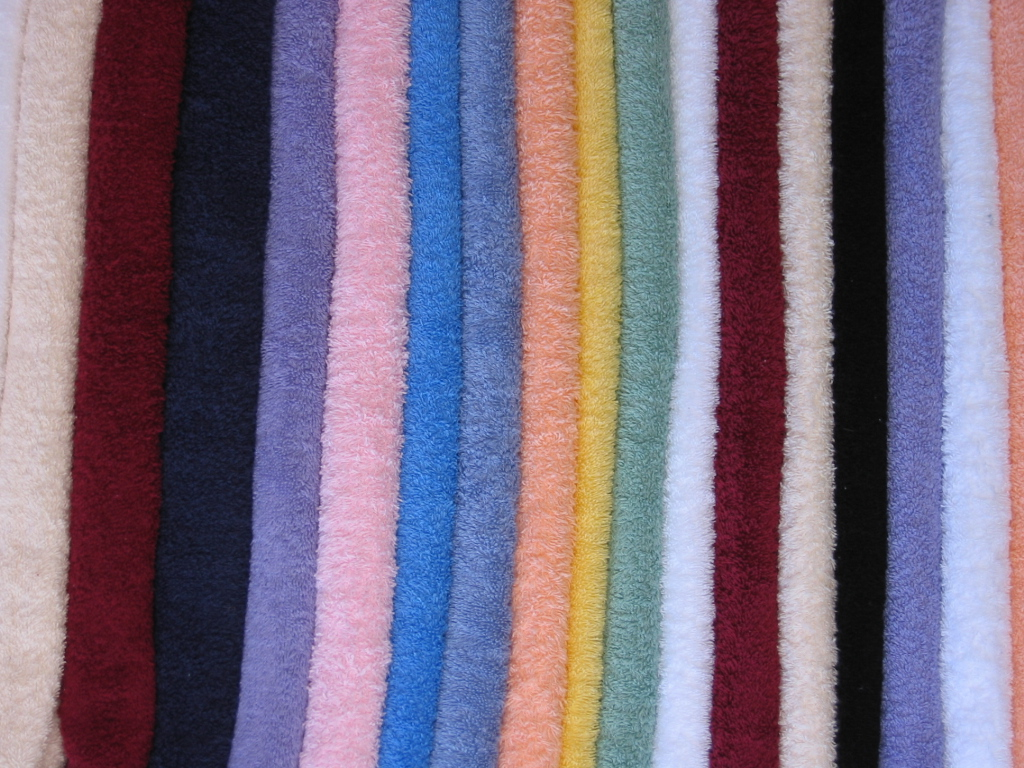
毛巾

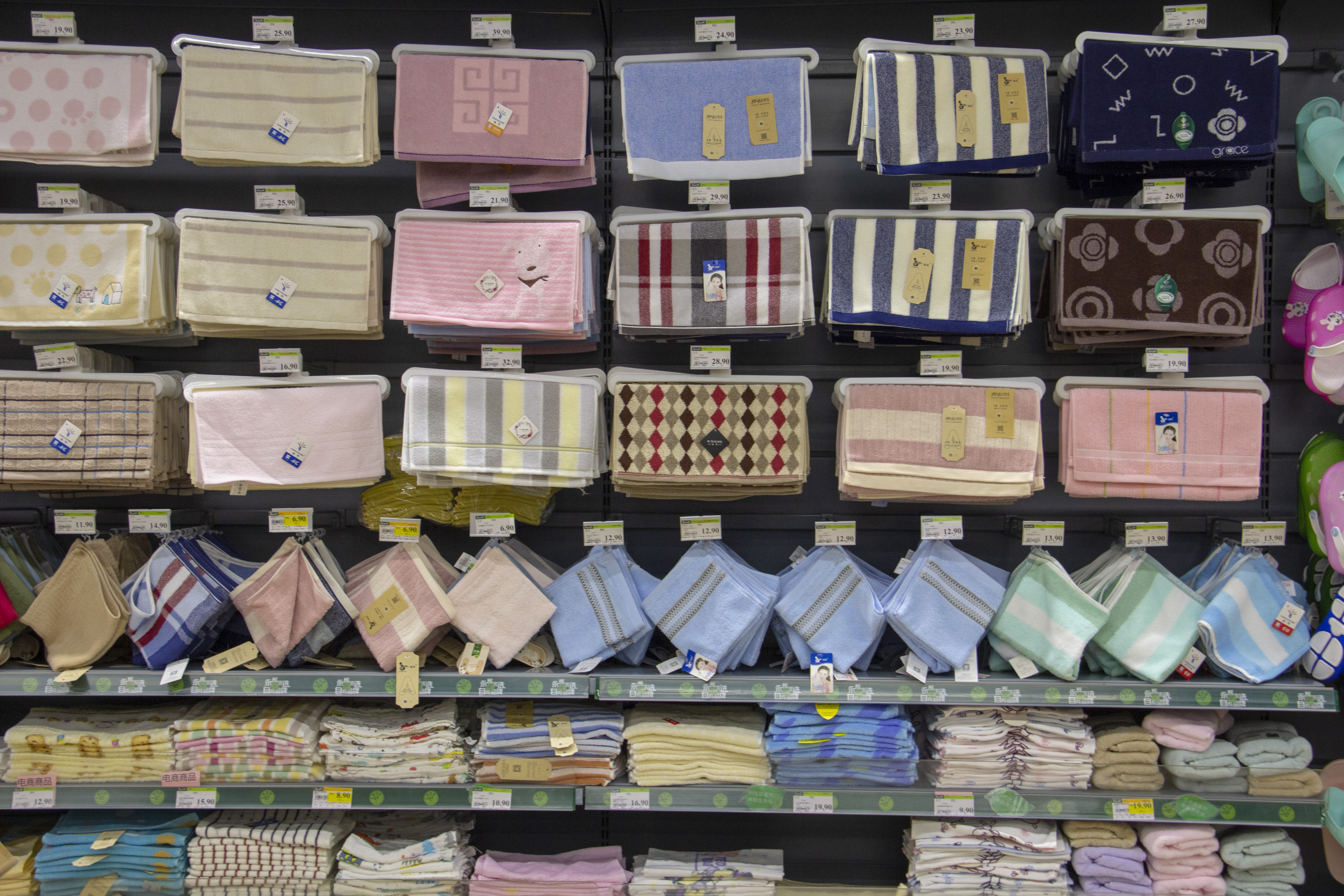
毛巾

毛巾，是日用品，一種布質紡織品，長毛，常見用途是洗手忙緊之後抹手腳、洗頭之後抹頭、沐浴之後抹身體，晚餐之後抹嘴以及工作、運動後擦汗等。通过直接接触来吸湿。

## 用途分类

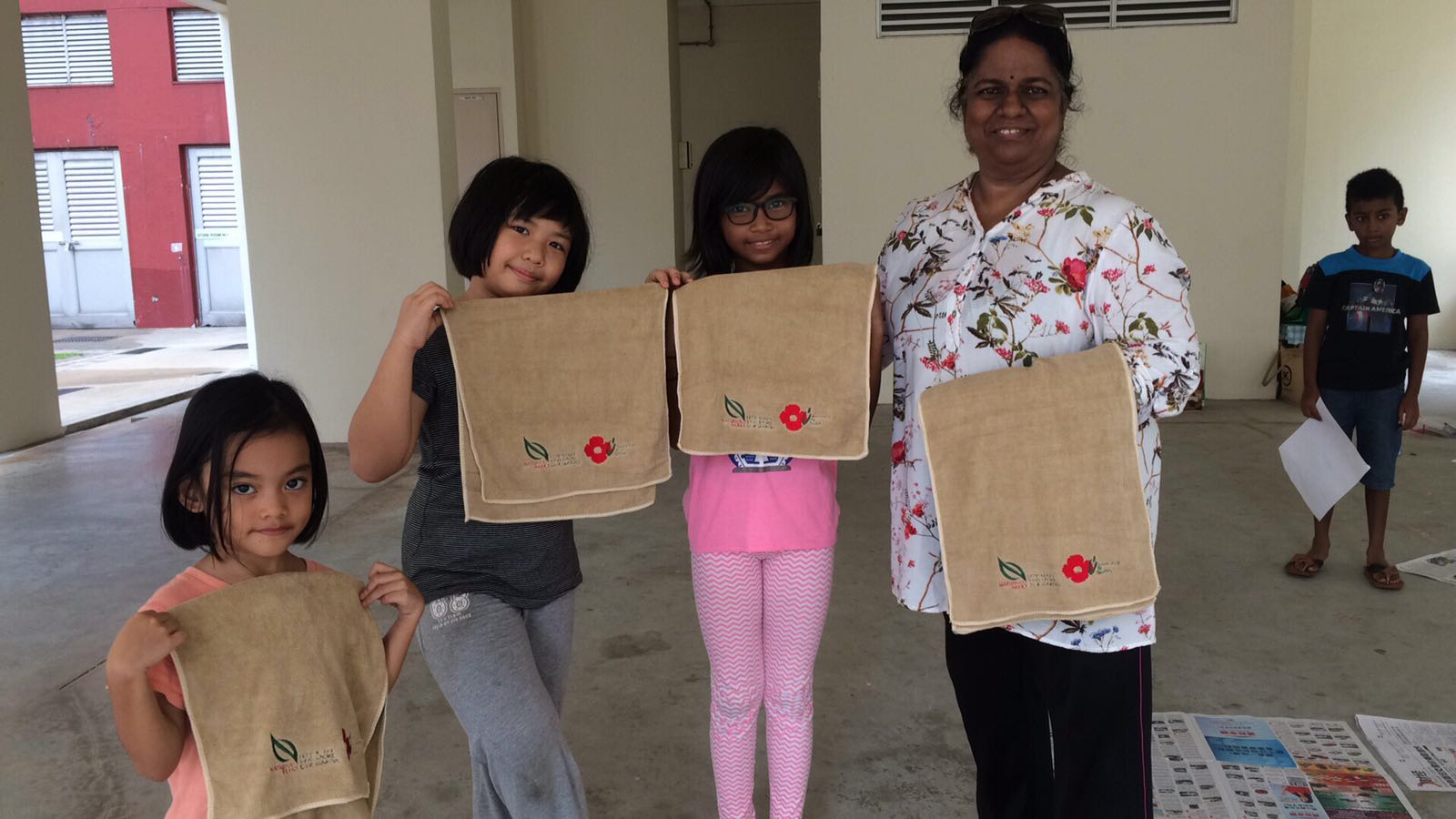
一款擦脸用的毛巾

- 浴巾（ bath towel） 大毛巾，用于沐浴后擦身或擦干头发。典型尺寸为30英寸 × 60英寸（76 cm × 152 cm）
- 厨房毛巾（kitchen towel），用于擦干盘子
- 沙滩巾（ beach towel）：用于游泳后擦身或者铺在沙滩上躺在上面休憩。通常大于浴巾。
- 脚巾（英语：foot towel）用于放在浴室地板上，浴后站在其上。
- 手巾洗手后用于擦手，典型尺寸 12英寸 × 24英寸（30 cm × 61 cm）)
- 纸巾纸质的一次性毛巾，用于公共场所擦手、擦脸等。
- 冰感毛巾: 多用於運動或戶外活動
- 纖維毛巾: 較多用於禮品以及活動使用

## 相關
- 浴袍
- 手帕
- 抹檯布
- 沙灘巾
- 抹腳布

## 延伸阅读
[在维基数据编辑]
 《欽定古今圖書集成·經濟彙編·禮儀典·巾部》，出自陈梦雷《古今圖書集成》